# Samtgeckos
Samtgeckos (Oedura) sind eine Gattung der Geckoartigen aus der Familie der Doppelfingergeckos (Diplodactylidae).

## Merkmale
Die Arten dieser Gattung können eine Kopf-Rumpf-Länge von 69 bis 113 Millimetern erreichen. Die Tiere sind meist grauviolett bis rotbraun gefärbt, zum Teil mit dunklen Querbändern, die aber innerhalb derselben Art variieren können. Die Haftlamellen an den Füßen weisen eine große Übereinstimmung mit denen der afrikanischen Gattung Afroedura auf, die jedoch zur Familie Gekkonidae gezählt wird.

## Verbreitung
Das Verbreitungsgebiet der Samtgeckos umfasst das nördliche und östliche Australien mit isolierten Vorkommen in den ariden Gebieten im Inneren des Kontinents in Pilbara, der Flinders Range und den Central Ranges.
Anders als die meisten anderen australischen Gecko-Gattungen wie Diplodactylus, Lucasium oder Rhynchoedura sind die Arten der Samtgeckos Baumbewohner und verstecken sich tagsüber oft in Felsspalten oder erklettern unzugängliche Felsplateaus.

## Systematik
Schon im Jahr 1984 wurde von Wells und Wellington vorgeschlagen, einige kleinere Arten der Samtgeckos (Gattung Oedura) mit sehr kleinen Rückenschuppen als eigene Gattung Amalosia abzuspalten. Im Jahr 2012 wurde nach molekulargenetischen Untersuchungen von Oliver et al. dieses Konzept endgültig umgesetzt. In die nun neue Gattung Amalosia wurden Oedura jacovae, Oedura lesueurii, Oedura obscura und Oedura rhombifer aufgenommen. Auch zwei weitere Arten der Gattung Oedura wurden in neue Gattungen gestellt. Oedura reticulata ist nun als Hesperoedura reticulata die einzige Art der neuen Gattung Hesperoedura und Oedura robusta wurde zur Typusart der neuen Gattung Nebulifera.
Die Gattung Oedura umfasst derzeit 14 Arten.
- Oedura bella Oliver & Doughty, 2016
- Nördlicher Samtgecko (Oedura castelnaui (Thominot, 1889))
- Oedura cincta De Vis, 1888
- Oedura coggeri Bustard, 1966
- Oedura filicipoda King, 1985
- Oedura fimbria Oliver & Doughty, 2016
- Oedura gemmata King & Gow, 1983
- Oedura gracilis King, 1985
- Oedura jowalbinna Hoskin & Higgie, 2008
- Oedura luritja Oliver & McDonald, 2016
- Gefleckter Samtgecko (Oedura marmorata Gray, 1842)
- Samtgecko (Oedura monilis De Vis, 1888)
- Oedura murrumanu Oliver, Laver, Melville & Doughty, 2014[4]
- Tryons Fettschwanzgecko (Oedura tryoni De Vis, 1884)